# Wasilij Głazunow
Wasilij Afanasjewicz Głazunow (ros. Василий Афанасьевич Глазунов, ur. 20 grudnia 1895?/1 stycznia 1896 we wsi Warwarowka w guberni saratowskiej, zm. 27 czerwca 1967 w Moskwie) – radziecki generał porucznik, dwukrotny Bohater Związku Radzieckiego.

## Życiorys
Do 1908 skończył 3 klasy szkoły, od sierpnia 1915 służył w rosyjskiej armii jako żołnierz batalionu w Bałaszowie, a od września 1915 uczestniczył w I wojnie światowej na Froncie Południowo-Zachodnim, w lutym 1918 jako młodszy podoficer został zdemobilizowany. Od lipca 1918 służył w Armii Czerwonej, od maja 1921 do lipca 1921 brał udział w wojnie domowej w Rosji m.in. jako pomocnik dowódcy i dowódca plutonu, pomocnik dowódcy i dowódca kompanii, walczył w obwodzie zakaspijskim i rejonie dolnej Wołgi i Uralu, uczestniczył w operacji uralsko-gurjewskiej i bucharskiej. Od lipca 1921 do października 1923 jako dowódca kompanii i batalionu brał udział w likwidacji basmactwa w Kotlinie Fergańskiej i Wschodniej Bucharze, 1923-1931 był dowódcą batalionu i pomocnikiem dowódcy pułku w Moskiewskim Okręgu Wojskowym, w 1929 ukończył kursy "Wystrieł", 1931-1932 dowodził batalionem w Kotielniczu. Później dowodził pułkami w Moskiewskim i Leningradzkim Okręgu Wojskowym, w 1937 został zastępcą dowódcy dywizji piechoty, 1938-1939 był zastępcą dowódcy korpusu w Leningradzkim Okręgu Wojskowym, 1939-1940 dowodził 59 Dywizją Piechoty na Dalekim Wschodzie. W maju 1941 ukończył kursy doskonalenia kadry dowódczej przy Akademii Wojskowej im. Frunzego, po czym wrócił do dowodzenia dywizją, w czerwcu 1941 objął dowództwo 3 Korpusu Powietrznodesantowego w Perwomajsku, od lipca 1941 walczył na Froncie Południowo-Zachodnim wojny z Niemcami jako dowódca tego korpusu.
Od października 1941 do czerwca 1943 dowodził Wojskami Powietrznodesantowymi, brał udział w bitwie pod Moskwą, operacji wiaziemskiej i walkach na kierunku diemianskim, od czerwca do listopada 1943 był zastępcą dowódcy 29 Korpusu Piechoty Gwardii, a od listopada 1943 do września 1944 dowódcą 4 Korpusu Piechoty Gwardii, od 1944 w stopniu generała porucznika. Uczestniczył w walkach na Froncie Południowo-Zachodnim, 3 Ukraińskim i 1 Białoruskim, operacji iziumsko-barwienkowskiej, donbaskiej, zaporoskiej, nikopolsko-krzyworoskiej, bierieznjegowato-snigiriowskiej, odeskiej i brzesko-lubelskiej oraz walkach na przyczółku magnuszewskim, od września do listopada 1944 z powodu choroby przebywał w szpitalu. Szczególnie wyróżnił się podczas operacji nikopolsko-krzyworoskiej w styczniu-lutym 1944. W listopadzie 1944 wrócił do dowodzenia korpusem, w 1945 uczestniczył w operacji warszawsko-poznańskiej, pomorskiej i berlińskiej, w tym w walkach na przyczółku magnuszewskim i kostrzyńskim, po wojnie dowodził korpusem piechoty w Grupie Wojsk Radzieckich w Niemczech i Moskiewskim Okręgu Wojskowym, w 1950 skończył kursy akademickie przy Wyższej Akademii Wojskowej. We wrześniu-październiku 1950 był pomocnikiem dowódcy wojsk Zachodniosyberyjskiego Okręgu Wojskowego, od października 1950 do maja 1954 był w Chinach starszym doradcą wojskowym dowódcy okręgu wojskowego i szefa Głównego Zarządu Przygotowania Bojowego Chińskiej Armii Ludowo-Wyzwoleńczej, w czerwcu 1954 zakończył służbę wojskową. Został pochowany na Cmentarzu Nowodziewiczym. Jego imieniem nazwano ulice w Penzie i trzech innych miejscowościach.

## Ordery i odznaczenia
- Złota Gwiazda Bohatera Związku Radzieckiego (dwukrotnie - 19 marca 1943 i 6 kwietnia 1945)[3]
- order Lenina (trzykrotnie - 19 marca 1944, 21 lutego 1945 i 29 maja 1945)
- Order Czerwonego Sztandaru (trzykrotnie - 27 marca 1942, 3 listopada 1944 i 20 czerwca 1949)
- Order Suworowa II klasy (22 lutego 1944)
- Order Kutuzowa II klasy (23 sierpnia 1944)
- Order Czerwonej Gwiazdy (dwukrotnie - 16 sierpnia 1936 i pośmiertnie 28 października 1967)
- Medal jubileuszowy „XX lat Robotniczo-Chłopskiej Armii Czerwonej”
- Medal „Za zwycięstwo nad Niemcami w Wielkiej Wojnie Ojczyźnianej 1941–1945”
- Medal „Za zdobycie Berlina”
- Krzyż Srebrny Orderu Virtuti Militari (Polska Ludowa)
- Medal za Warszawę 1939–1945 (Polska Ludowa)
- Medal za Odrę, Nysę, Bałtyk (Polska Ludowa)

I inne.